# Zumbi filosófico
Um zumbi filosófico ou p-zombie é um ser hipotético em tudo idêntico a um ser humano normal, exceto por não ter experiência consciente, qualia, senciência, ou sapiência. Quando um zumbi é espetado com um objeto afiado, por exemplo, ele não sente qualquer dor; comporta-se exatamente como se tivesse dor (pode por exemplo dizer algo em protesto), mas não tem uma verdadeira experiência de dor como uma pessoa teria.
O conceito de zumbi filosófico é usado principalmente em argumentos (frequentemente chamados argumentos do zumbi) na filosofia da mente, particularmente em argumentos contra certas formas de fisicalismo, como o materialismo e o behaviorismo.